# Sanna Englund
Sanna Englund (Heidelberg, 18 aprile 1975) è un'attrice e modella tedesca.
Attrice attiva prevalentemente in campo televisivo, tra cinema e - soprattutto - televisione, ha partecipato ad oltre una ventina di differenti produzioni, a partire dalla fine degli anni novanta.
I suoi ruoli più noti sono quello di Tanja Koch nella serie televisiva St. Angela (1997), quello di Mareike Vattke nella serie televisiva Hinter Gittern - Der Frauenknast (2001-2003) e quello di Melanie Hansen nella serie televisiva Hamburg Distretto 21 (Notruf Hafenkante, 2007-); è inoltre apparsa come guest-star in serie televisive quali Squadra Speciale Cobra 11, Balko, Guardia costiera, Il medico di campagna, ecc.

## Biografia
Sanna Englund è nata da una coppia di insegnanti di musica svedesi.  Mentre era ancora a scuola a Heidelberg, ha preso lezioni private di recitazione e canto e ha suonato nel teatro della scuola del liceo St. Raphael.  Dopo essersi diplomata al liceo nel 1993, ha studiato psicologia e ha lavorato con successo come modella in patria e all'estero per guadagnare soldi per la scuola di recitazione al Lee Strasberg Theatre and Film Institute di New York City. Englund ha seguito lezioni di arti marziali e di tiro, cosa che gli permette di girare alcune scene acrobatiche senza bisogno di uno stuntman. A teatro ha recitato ne Il sogno di una notte di mezza estate e ne Le lacrime amare di Petra von Kant .  Da novembre 2010 a novembre 2013, è stata la patrona di "gli occhi dei bambini felici di Amburgo".
Englund vive con suo marito in Baviera, ma lavora ad Amburgo dove vengono girate le riprese della serie televisiva Hamburg Distretto 21.

## Filmografia

### Cinema
- Angel Express (1998) - ruolo: Jasmin
- Himmelskörper - cortometraggio (2001)
- Ruhige Lage, nette Aussicht - cortometraggio (2003)
- KomA - cortometraggio (2006)

### Televisione
- St. Angela - serie TV (1997)
- Squadra speciale Lipsia - serie TV, 1 episodio (2001)
- Hinter Gittern - Der Frauenknast - serie TV, 63 episodi (2001-2003)
- Die Musterknaben III - 1000 und eine Nacht... - film TV (2003)
- Lolle - serie TV, 1 episodio (2004)
- Abschnitt 40 - serie TV, 1 episodio (2005)
- Balko - serie TV, 1 episodio (2005)
- LiebesLeben - serie TV, 1 episodio (2005)
- Squadra Speciale Cobra 11 - serie TV, 1 episodio (2006)
- Die Wache - serie TV, 1 episodio (2006)
- Die Sitte - serie TV, 1 episodio (2006)
- Blackout - Die Erinnerung ist tödlich - miniserie TV (2006)
- Zwei Herzen und zwölf Pfoten - serie TV, 3 episodi (2006-2008)
- R.I.S. - Die Sprache der Toten - serie TV, 1 episodio (2007)
- Special Unit - serie TV, 1 episodio (2007)
- Hamburg Distretto 21 - serie TV, 346+ episodi (2007-in corso) Melanie Hansen
- Die Anwälte - serie TV, 1 episodio (2008)
- Der Dicke - serie TV, 1 episodio (2009)
- Guardia costiera - serie TV, 1 episodio (2011)
- Squadra Speciale Cobra 11 - serie TV, 1 episodio (2011)
- Il medico di campagna - serie TV, 1 episodio (2013)
- Kripo Holstein - Mord und Meer  - serie TV, 1 episodio (2013)

## Doppiatrici italiane
- Anna Cesareni, in Hamburg Distretto 21[2]